# Кемерон Макевой
Кемерон Макевой (англ. Cameron McEvoy, нар. 13 травня 1994, Голд-Кост, Австралія) — австралійський плавець, дворазовий бронзовий призер Олімпійських ігор 2016 року.

## Виступи на Олімпійських іграх
| Олімпіада           | Дисципліна             | Місце |
| ------------------- | ---------------------- | ----- |
| Лондон 2012         | 4×100 м вільним стилем | 4     |
| Лондон 2012         | 4×200 м вільним стилем | 5     |
| Ріо-де-Жанейро 2016 | 50 м вільним стилем    | 11    |
| Ріо-де-Жанейро 2016 | 100 м вільним стилем   | 7     |
| Ріо-де-Жанейро 2016 | 4×100 м вільним стилем | 3     |
| Ріо-де-Жанейро 2016 | 4×100 м комплексом     | 3     |
| Токіо 2020          | 50 м вільним стилем    | 29    |
| Токіо 2020          | 100 м вільним стилем   | 24    |
| Токіо 2020          | 4×100 м вільним стилем | 3     |
| Париж 2024          | 50 м вільним стилем    | 1     |

## Зовнішні посилання
- Кемерон Макевой на сайті FINA (англійська)
- Кемерон Макевой на сайті Swimming Australia (англійська)
- Кемерон Макевой на сайті SwimRankings.net (англійська)
- Кемерон Макевой на сайті Olympics.com (англійська)
- Кемерон Макевой на сайті Olympedia (англійська)
- Кемерон Макевой на сайті Australian Olympic Committee (англійська)
- Кемерон Макевой на сайті Commonwealth Games Federation (англійська)

|  | Це незавершена стаття про плавця чи плавчиню. Ви можете допомогти проєкту, виправивши або дописавши її. |